# Spaceship One
SpaceShipOne är den bemannade rymdfarkost som med Mike Melvill som pilot den 21 juni 2004 nådde en höjd av 100 km, den av NASA, USA:s flygvapen och FAI definierade gränsen för var rymden börjar, Nasa delar ut en eftertraktad medalj till alla som flugit på denna höjd. SpaceShipOne är den första framgångsrika privatfinansierade rymdfarkost som någonsin byggts. Den är designad av Burt Rutans företag Scaled Composites och finansierad av bland andra Paul Allen, en av grundarna av Microsoft. Projektet var ett försök att vinna "Ansari X Prize" och bevisa att deras idé fungerade - vilket de också lyckades med den 4 oktober samma år. En rymdbas för framtida resor är planerad i New Mexico där delstaten står för del av byggkostnaden har genomförts och denna rymdbas används nu. En rymdbas som föreslagits är Esrange i Kiruna.
SpaceShipOne har dragits tillbaka från aktiv flygning och finns nu på Smithsonian National Air and Space Museum i Washington DC. En större uppföljare SpaceShipTwo finns och har även använts.

## Flygningar
SpaceShipOnes flygningar är numrerade. En eller två bokstäver läggs till numret för att indikera vilken typ av uppdrag det handlar om. Ett C betyder att flygningen var en captive carry-flygning, det vill säga att den följde med som passiv "passagerare" till moderplanet. G anger en odriven glidflygning, P anger en driven flygning. Om den faktiska flygningen skiljer sig från den planerade flygningen gällande uppdragskategori, så läggs, istället för en, två bokstäver till numret: den första anger planerat uppdrag och den andra anger faktiskt genomfört uppdrag.
I tabellen nedan anges topphastigheten i form av machtalet vid raketens brinnslut. Det är inte fråga om någon absolut hastighet.
SpaceShipOne släpps från White Knight uppe i luften och flyger sedan med sin raketmotor ytterligare uppåt, mot rymden. White Knight och SpaceShipOne landar separat efteråt.
| Flygning | Datum             | Topphastighet | Altitud  | Varaktighet   | Pilot         |
| -------- | ----------------- | ------------- | -------- | ------------- | ------------- |
| 01C      | 20 maj 2003       |               |          | 1 tim 48 min  | obemannad     |
| 02C      | 29 juli 2003      |               |          | 2 tim 06 min  | Mike Melvill  |
| 03G      | 7 augusti 2003    |               |          | 0 tim 19 min  | Mike Melvill  |
| 04GC     | 27 augusti 2003   |               |          | 1 tim 06 min  | Mike Melvill  |
| 05G      | 27 augusti 2003   |               |          | 10 min 30 s   | Mike Melvill  |
| 06G      | 23 september 2003 |               |          | 12 min 15 s   | Mike Melvill  |
| 07G      | 17 oktober 2003   |               |          | 17 min 49 s   | Mike Melvill  |
| 08G      | 14 november 2003  |               |          | 19 min 55 s   | Peter Siebold |
| 09G      | 19 november 2003  |               |          | 12 min 25 s   | Mike Melvill  |
| 10G      | 4 december 2003   |               |          | 13 min 14 s   | Brian Binnie  |
| 11P      | 17 december 2003  | Mach 1,2      | 20,7 km  | 18 min - 10 s | Brian Binnie  |
| 12G      | 11 mars 2004      |               |          | 18 min - 30 s | Peter Siebold |
| 13P      | 8 april 2004      | Mach 1,6      | 32,0 km  | 16 min 27 s   | Peter Siebold |
| 14P      | 13 maj 2004       | Mach 2,5      | 64,3 km  | 20 min 44 s   | Mike Melvill  |
| 15P      | 21 juni 2004      | Mach 2,9      | 100,1 km | 24 min 05 s   | Mike Melvill  |
| 16P      | 29 september 2004 | Mach 2,92     | 102,9 km | 24 min 11 s   | Mike Melvill  |
| 17P      | 4 oktober 2004    | Mach 3,09     | 112,0 km | 23 min 56 s   | Brian Binnie  |

SpaceShipOne förvaras i dag vid National Air and Space Museum i Washington D.C..